# Cypress Hill III: Temples of Boom
Albums de Cypress Hill
Black Sunday
(1993) Unreleased & Revamped
(1996)
Singles
1. Throw Your Set in the Air
Sortie : 1995
2. Illusions
Sortie : 1996
3. Boom Biddy Bye Bye
Sortie : 1996

Cypress Hill III: Temples of Boom est le troisième album studio de Cypress Hill, sorti le 31 octobre 1995.
L'opus a été entièrement produit par le DJ du groupe, DJ Muggs, à l'exception de Kill Hill Nigga, produit par RZA.
L'album, qui s'est classé à la troisième place du Top R&B/Hip-Hop Albums et du Billboard 200, a été certifié disque de platine le 28 décembre 1995 par la RIAA.

## Liste des titres
| No  | Titre                                      | Contient un (des) sample(s) de | Durée |
| --- | ------------------------------------------ | --- | ----- |
| 1.  | Spark Another Owl                          | The Beautiful and Omniprescent Love d'Azar Lawrence Get Outta My Life Woman de The New Apocalypse                                                                                            | 3:40  |
| 2.  | Throw Your Set in the Air                  | Life Could de Rotary Connection Sorcerer of Isis de Power of Zeus Here We Go (Live at the Funhouse) de Run–D.M.C.                                                                            | 4:08  |
| 3.  | Stoned Raiders                             | Hydra de Grover Washington, Jr. | 2:54  |
| 4.  | Illusions                                  | Las Vegas Tango de Gary Burton The Party (Instrumental) d'Henry Mancini 9mm Goes Bang des Boogie Down Productions Summer Song de John Klemmer I'm Just a Rock 'N' Roller de Dalton & Dubarri | 4:28  |
| 5.  | Killa Hill Niggas (featuring RZA et U-God) | 90% of Me Is You de Gwen McCrae | 4:03  |
| 6.  | Boom Biddy Bye Bye                         | Get Out of My Life, Woman d'Iron Butterfly Just Rhymin' With Biz de Big Daddy Kane featuring Biz Markie                                                                                      | 4:04  |
| 7.  | No Rest for the Wicked                     | Pacified de Rita Jean Bodine | 5:01  |
| 8.  | Make a Move                                | Ezekiel 25:17 de Samuel L. Jackson Money Move de Barrington Levy | 4:33  |
| 9.  | Killafornia                                | Pacified de Rita Jean Bodine | 2:56  |
| 10. | Funk Freakers                              | Summer Song de John Klemmer Stoned Is the Way of the Walk de Cypress Hill | 3:16  |
| 11. | Locotes                                    | | 3:39  |
| 12. | Red Light Visions                          | | 1:46  |
| 13. | Strictly Hip Hop                           | Repent Walpurgis de Procol Harum | 4:33  |
| 14. | Let It Rain                                | Too Late to Turn Back Now de Jackie Mittoo | 3:45  |
| 15. | Everybody Must Get Stoned                  | Rainy Day Women #12 & 35 de Bob Dylan Pacified de Rita Jean Bodine Stoned Is the Way of the Walk de Cypress Hill                                                                             | 3:05  |

| 16. | Smuggler's Blues | Get Outta My Life Woman de The New Apocalypse Hand on the Pump de Cypress Hill Hand on the Glock de Cypress Hill | 4:23 |

| 1. | Buddha Mix | 20:54 |